# روبرت بلات
روبرت بلات (بالفرنسية: Robert Platt)‏ هو راكب الكنو فرنسي، ولد في 1952، وتوفي في 2014.